# تشيستر (جورجيا)
تشيستر (بالإنجليزية: Chester, Georgia)‏ هي بلدة تقع في مقاطعة دوج بولاية جورجيا في الولايات المتحدة. تبلغ مساحتها 2.3 (كم²)، وترتفع عن سطح البحر 112 م، بلغ عدد سكانها 305 نسمة في عام 2000 حسب إحصاء مكتب تعداد الولايات المتحدة وتصل الكثافة السكانية فيها 132.6 نسمة/كم2.

## وصلات خارجية
- The US50 - Cities and Towns in Georgia State
- Georgia Cities and Towns, Facts, Map, Flag, Colleges, Government, and More